# Hereditaire spastische paraparese
Hereditaire spastische paraparese (HSP), ook wel de ziekte van Strümpell of ziekte Strümpell-Lorrain genoemd, is een dominant-erfelijke spastische paraparese. De symptomen, de intensiteit en de leeftijd waarop de eerste symptomen beginnen, kunnen sterk uiteenlopen, zelfs binnen één familie. De ziekte is niet te genezen.
De aandoening moet niet worden verward met spastische diplegie / ziekte van Little, waarvan de symptomen overeenkomen maar waarbij de oorzaak in de hersenen is gelegen. Evenmin moet het verward worden met de niet-erfelijke aandoening primaire laterale sclerose, waarvan de klachten eveneens sterke overeenkomsten vertonen.

## Geschiedenis
De aandoening is genoemd naar de Duitse neuroloog dr. Ernst Adolf Strümpell die in 1880 een Duitse familie onderzocht en hierover in 1883 publiceerde. In 1888 deed de Franse internist Maurice Lorrain uitgebreider onderzoek naar deze aandoening en schreef in 1894 een proefschrift over de ziekte.

## Kenmerken van de aandoening
HSP is eigenlijk niet één ziekte maar een groep van genetisch overdraagbare aandoeningen van het centrale zenuwstelsel, met min of meer dezelfde kenmerken en erfelijkheid. Al deze aandoeningen worden gekenmerkt door het optreden van spasticiteit en/of paraparese van de onderste ledematen of zelfs gehele verlamming van het onderlichaam zoals bij een dwarslaesie. De beperkingen worden veroorzaakt door aantasting van met name de axonen van de lange zenuwen in de piramidebaan. In sommige, ernstige, gevallen worden ook de kortere zenuwen aangedaan, waardoor problemen kunnen ontstaan met horen en zien. Ook kunnen in sommige gevallen ataxie, incontinentie, epilepsie of cognitieve problemen ontstaan.
De eerste symptomen zijn stijfheid en vermoeidheid in de spieren van de benen, die geleidelijk toeneemt. Uiteindelijk ontstaan er pijnlijke krampen, gevoelsstoornissen, problemen met lopen en verlies van evenwicht, maar er wordt geschat dat minder dan 10% uiteindelijk een rolstoel nodig heeft.

## Oorzaken
Alle versies van HSP hebben een erfelijke oorzaak, maar zeer waarschijnlijk is er niet één gen verantwoordelijk. Er zijn al meer dan 74 genen beschreven die een relatie hebben met dit ziektebeeld.

## Behandeling
Tot dusver is er geen curatieve behandeling voor de ziekte mogelijk, maar er kan worden geprobeerd de symptomen met medicijnen te verminderen; met name de spasmen. Ook hebben patiënten baat bij revalidatiebehandeling.

## Links
- VSN: Hereditaire Spastische Paraparese
- Spierziekten Nederland
- Spierziekten Vlaanderen
- Stichting Life4HSP